# Silistra

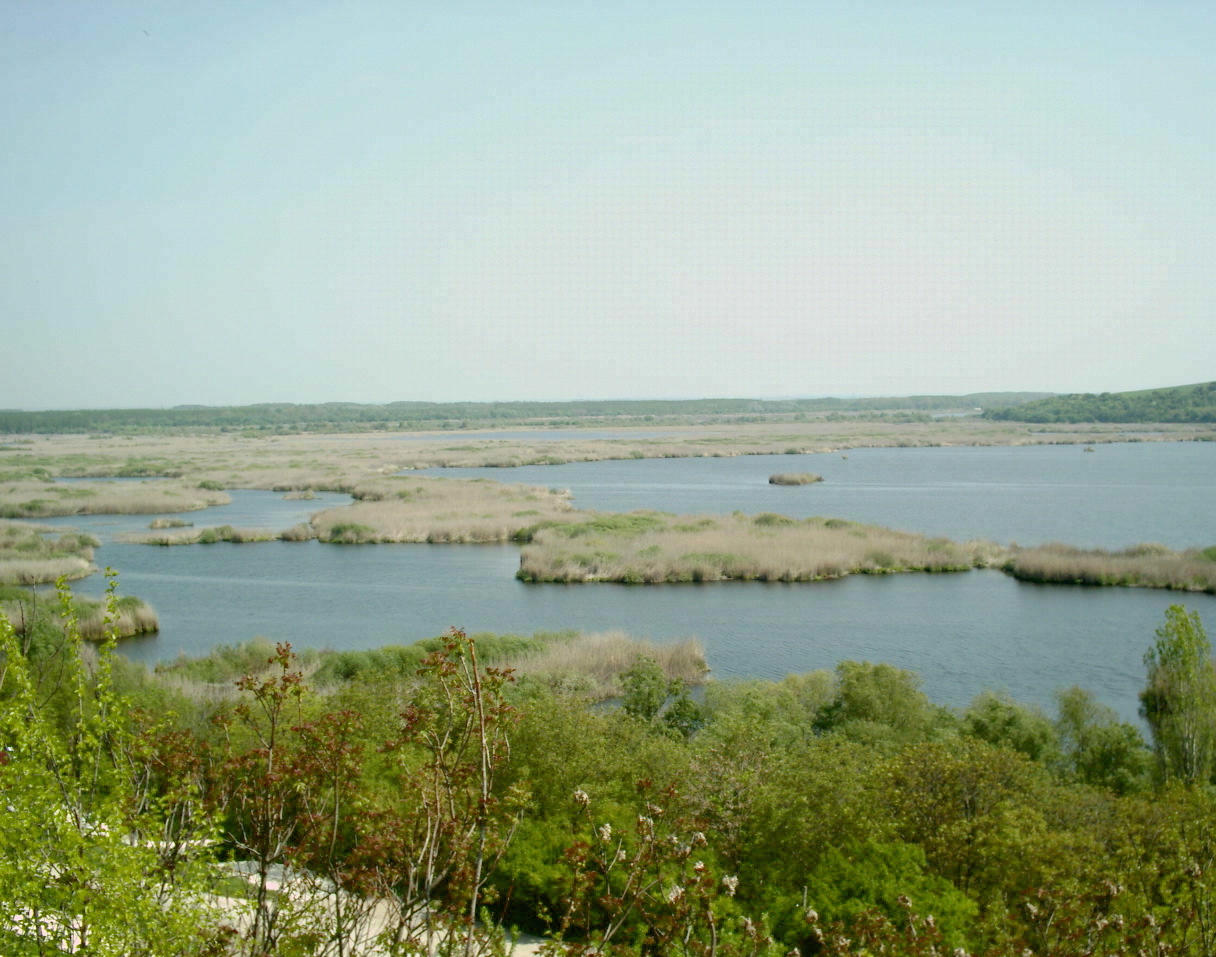
Panorama över pelikanreservatet

Silistra (bulgariska: Силистра) är en hamnstad i kommunen Obsjtina Silistra och regionen Silistra i nordöstra Bulgarien med ungefär 39 000 invånare. Den ligger vid Donau direkt vid gränsen till Rumänien och är den sista bulgariska orten vid Donau. 
Den grundades av romarna med namnet Durostorum. Under Osmanska rikets tid var den en stark befästning som höll det nordöstra hörnet av den berömda fyrkanten (Ruse, Silistra, Sjumen, Varna), men befästningsverken förstördes i enlighet med Berlinfördraget 1878. Silistra tillhörde mellan 1913 och 1940 Rumänien.
Den troligen mest berömde personen från staden är den västromerske fältherren Flavius Aëtius, som föddes runt 390 i dåvarande Durostorum.
Silistra är känt för sitt reservat för pelikaner, som ligger en bit utanför staden.